# November 2010
Portal Geschichte | Portal Biografien | Aktuelle Ereignisse | Jahreskalender | Tagesartikel

◄ |
20. Jahrhundert |
21. Jahrhundert

◄ |
1980er |
1990er |
2000er |
2010er
| 2020er | 2030er | 2040er

◄ |
2006 |
2007 |
2008 |
2009 |
2010
| 2011 | 2012 | 2013 | 2014 | ►

◄ |
August 2010 |
September 2010 |
Oktober 2010 |
November 2010 |
Dezember 2010 |
Januar 2011 |
Februar 2011 |
►
Dieser Artikel behandelt tagesbezogene Nachrichten und Ereignisse im November 2010.

## Tagesgeschehen

### Montag, 1. November 2010

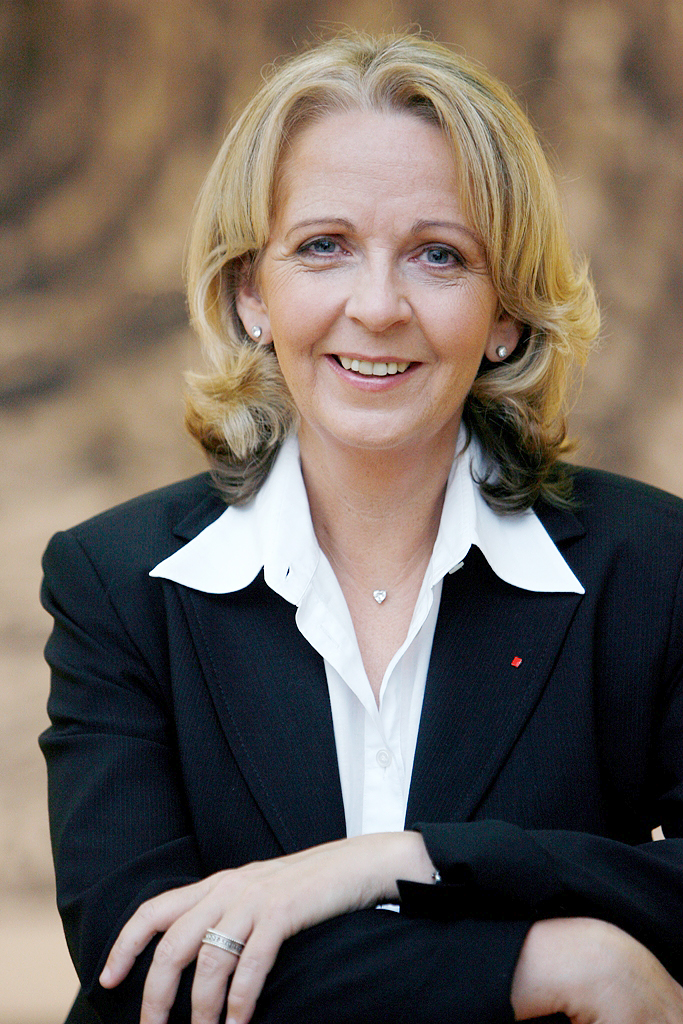
Hannelore Kraft

- Berlin/Deutschland: Die Ministerpräsidentin von Nordrhein-Westfalen Hannelore Kraft (SPD) tritt turnusgemäß das Amt der Bundesratspräsidentin an. Dem Bundesrat stand seit Geschäftsbeginn 1949 noch nie eine weibliche Politikerin vor.[1]
- Berlin/Deutschland: Der elektronische Personalausweis wird eingeführt.
- Peking/China: Die landesweite Volkszählung beginnt.[2]

### Dienstag, 2. November 2010
- Bagdad/Irak: Bei mehreren Bombenanschlägen kommen mindestens 64 Menschen ums Leben und mehr als 360 weitere werden verletzt.[3]
- Washington, D.C./Vereinigte Staaten: Bei den Kongresswahlen übernehmen die Republikaner von den Demokraten mit hohen Zugewinnen die Mehrheit der Sitze im Repräsentantenhaus.[4] Bei der Senatswahl ergibt sich trotz Verlusten eine knappe Mehrheit für die Demokraten.[5] Ferner finden in 37 Bundesstaaten Gouverneurswahlen statt.

### Mittwoch, 3. November 2010
- Berlin/Deutschland: Vierter Integrationsgipfel mit Bundeskanzlerin Angela Merkel, Innenminister Thomas de Maizière, dem Geschäftsführer des Multikulturellen Forums Kenan Kücük und der Integrationsbeauftragten Maria Böhmer.[6]

### Donnerstag, 4. November 2010
- Havanna/Kuba: Bei einem Flugzeugabsturz im Osten des Landes kommen alle 68 Insassen ums Leben.[7]
- Karatschi/Pakistan: Bei einem Flugzeugabsturz kommen alle 21 Insassen ums Leben.[8]
- Wien/Österreich: Die Techniker Heinrich Tilz, Johannes Pemberger und Peter Laschober, die an der Rettung der Bergleute in Chile mitwirkten, werden von Bundeskanzler Werner Faymann mit dem Ehrenzeichen für Verdienste um die Republik Österreich ausgezeichnet.[9][10]

### Freitag, 5. November 2010
- Darra Adam/Pakistan: Bei einem Bombenanschlag auf eine Moschee im Nordwesten des Landes kommen mindestens 50 Menschen ums Leben und mehr als 100 weitere werden verletzt.[11]
- Jakarta/Indonesien: Bei einem erneuten Ausbruch des Vulkans Merapi auf der Insel Java kommen mindestens 65 Menschen ums Leben.[12]

### Samstag, 6. November 2010

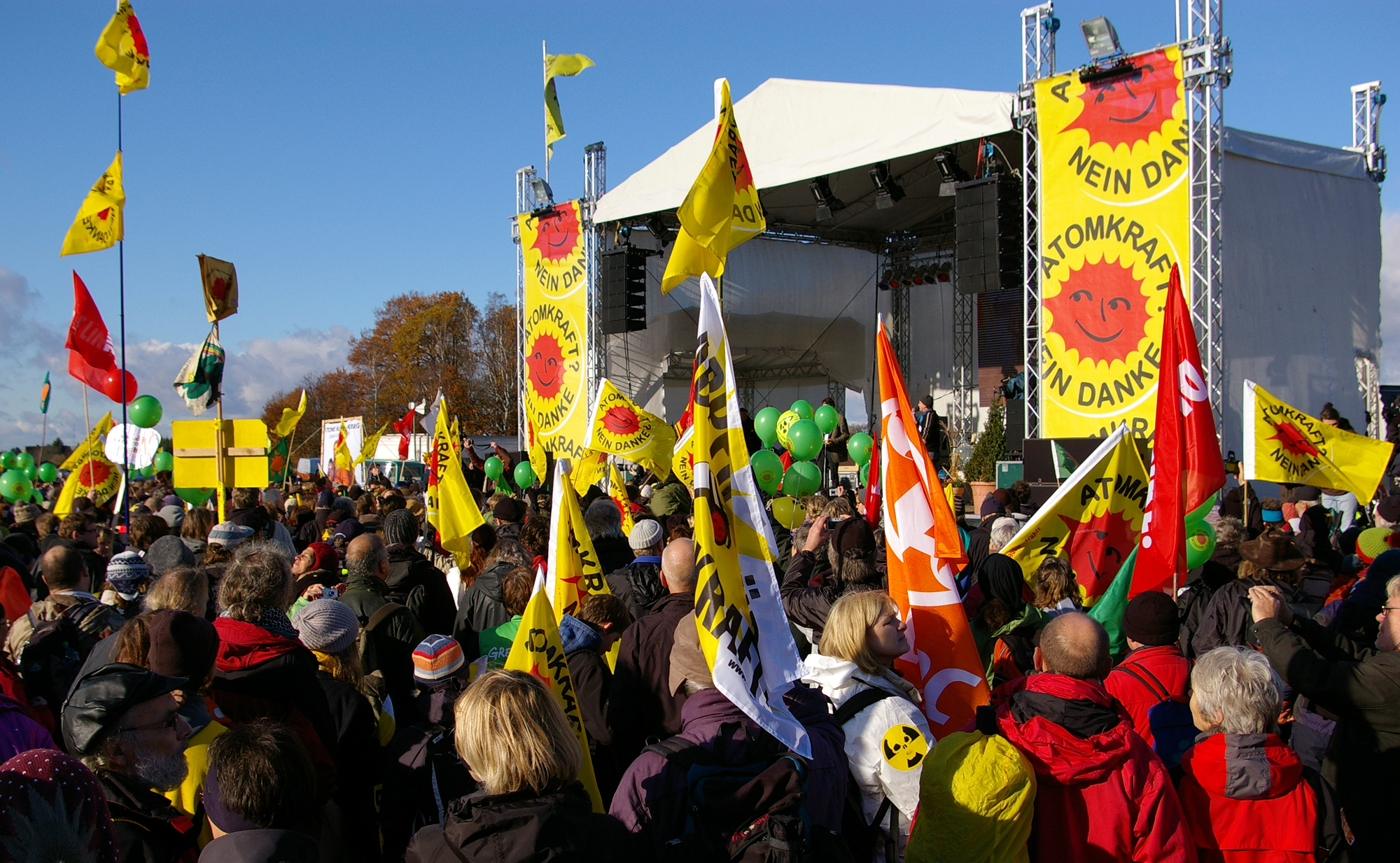
Anti-Atomkraft-Demonstration im Wendland

- Gorleben/Deutschland: Zehntausende Atomkraftgegner demonstrieren im Wendland nahe dem Zwischenlager gegen den Castor-Transport mit Atommüll.[13]
- Hohenmölsen/Deutschland: Die rechtsextreme NPD spricht sich für eine Fusion mit der ebenfalls rechtsextremen DVU aus.[14]
- Pompeji/Italien: Nach schweren Regenfällen stürzt das antike Haus der Gladiatoren ein.[15]

### Sonntag, 7. November 2010

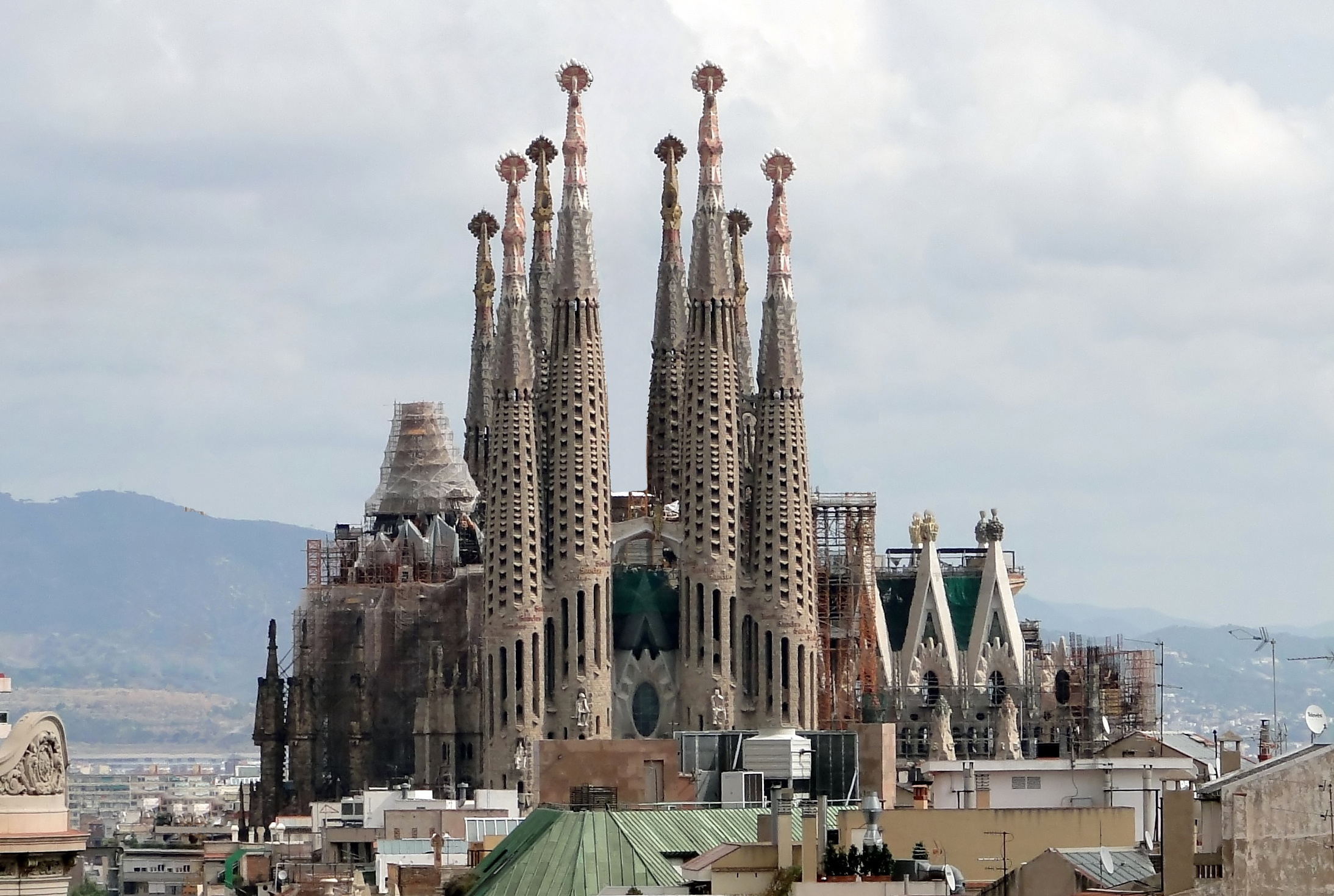
Sagrada Familia

- Baku/Aserbaidschan: Bei der Parlamentswahl gewinnt die Regierungspartei Neues Aserbaidschan von İlham Əliyev 70 der 125 Parlamentssitze.[16]
- Barcelona/Spanien: Papst Benedikt XVI. weiht den Altar der seit 1882 im Bau befindlichen Basilika Sagrada Família des Architekten Antoni Gaudí.[17]
- Conakry/Guinea: Bei Stichwahl um das Präsidentenamt erlangt Alpha Condé 52,52 Prozent der Wählerstimmen, während sein Herausforderer Cellou Dalein Diallo 47,48 Prozent erreicht.[18]
- Moroni/Komoren: Bei der Präsidentschaftswahl erreichen Ikililou Dhoinine 28,19 Prozent und Mohamed Said Fazul 22,94 Prozent der Wählerstimmen. Ikililou Dhoinine, Mohamed Said Fazul und Bianrifi Tarmidhi werden sich am 26. Dezember einer Stichwahl stellen.[19]
- Naypyidaw/Myanmar: Erste Parlamentswahl seit 20 Jahren unter starken Einschränkungen durch die Militärjunta. Die 1990 siegreiche, von der Junta verbotene Partei NLD der späteren Nobelpreisträgerin Aung San Suu Kyi ruft zum Boykott der Wahlen auf.[20]

### Montag, 8. November 2010
- Kerbela/Irak: Bei einem Bombenanschlag kommen mindestens 48 Menschen ums Leben und mehr als 38 weitere werden verletzt.[21]
- Wien/Österreich: Kirsten Dene und Martin Wuttke werden als Beste Schauspieler mit dem Nestroy-Theaterpreis ausgezeichnet. Bester Regisseur wird der Lette Alvis Hermanis, mit dem Publikumspreis wird Paulus Manker geehrt.[22]

### Dienstag, 9. November 2010

Montenegro und die Europäische Union

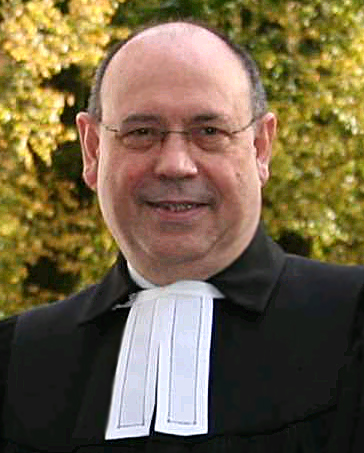
Nikolaus Schneider (2006)

- Amman/Jordanien: Die Parlamentswahl findet statt.
- Brüssel/Belgien: Die Europäische Kommission gesteht Montenegro den EU-Kandidatenstatus zu.[23]
- Hannover/Deutschland: Die Synode der Evangelischen Kirche in Deutschland wählt Nikolaus Schneider zum neuen Vorsitzenden des EKD-Rates; er tritt damit die Nachfolge der am 24. Februar 2010 zurückgetretenen Margot Käßmann an.[24]
- Wien/Österreich: Der türkische Botschafter Kadri Ecvet Tezcan sorgt mit heftiger Kritik an der Integrationspolitik des Landes für diplomatische Verstimmung zwischen beiden Ländern.[25]

### Mittwoch, 10. November 2010
- Ilobasco/El Salvador: Bei einem Brand in einem Jugendgefängnis kommen mindestens 16 Menschen ums Leben und mehr als 22 weitere werden verletzt.[26]

### Donnerstag, 11. November 2010
- Karatschi/Pakistan: Bei einem Anschlag der Taliban kommen mindestens 20 Menschen ums Leben und mehr als 100 weitere werden verletzt.[27]
- Seoul/Südkorea: Beginn des G20-Gipfels

### Freitag, 12. November 2010
- Paris/Frankreich: Die Staatsbahn SNCF entschuldigt sich erstmals für ihre Beteiligung an der Deportation von Juden in die Vernichtungslager während der deutschen Besetzung.[28]
- Wien/Österreich: Gut einen Monat nach der Landtags- und Gemeinderatswahl einigen sich SPÖ und Grüne auf eine Koalition in der Bundeshauptstadt. Es ist die erste rot-grüne Regierung auf Landesebene in Österreich. Bürgermeister bleibt Michael Häupl, Vizebürgermeisterin wird Maria Vassilakou.[29]

### Samstag, 13. November 2010
- Karlsruhe/Deutschland: Bei einem Großbrand im Zoologischen Garten verbrennen 26 Tiere des Streichelzoos.[30]
- Rangun/Myanmar: Das Militärregime hebt nach Angaben eines Regierungssprechers den Hausarrest gegen die Oppositionsführerin Aung San Suu Kyi auf.[31]

### Sonntag, 14. November 2010

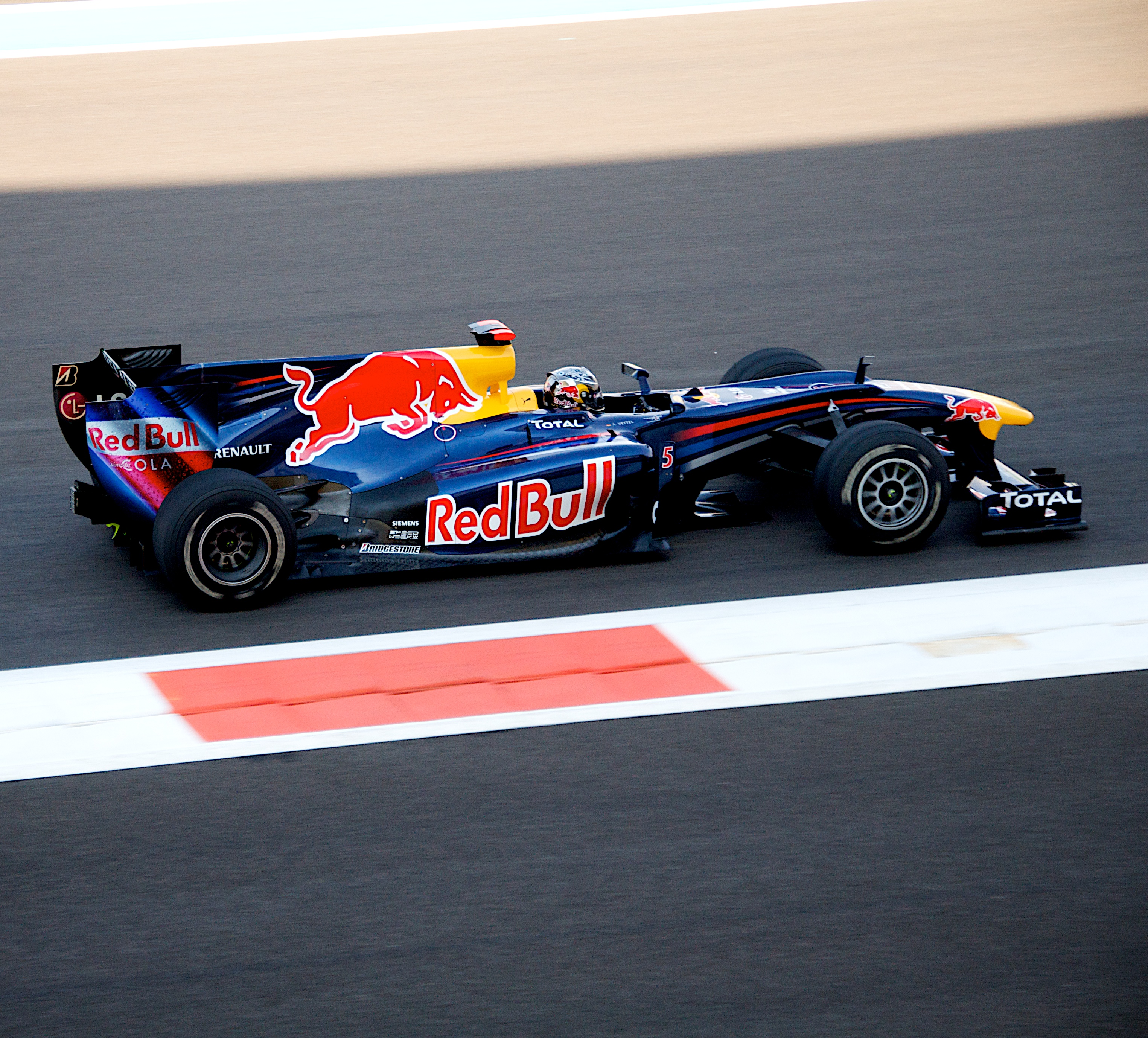
Sebastian Vettel, Red Bull Racing

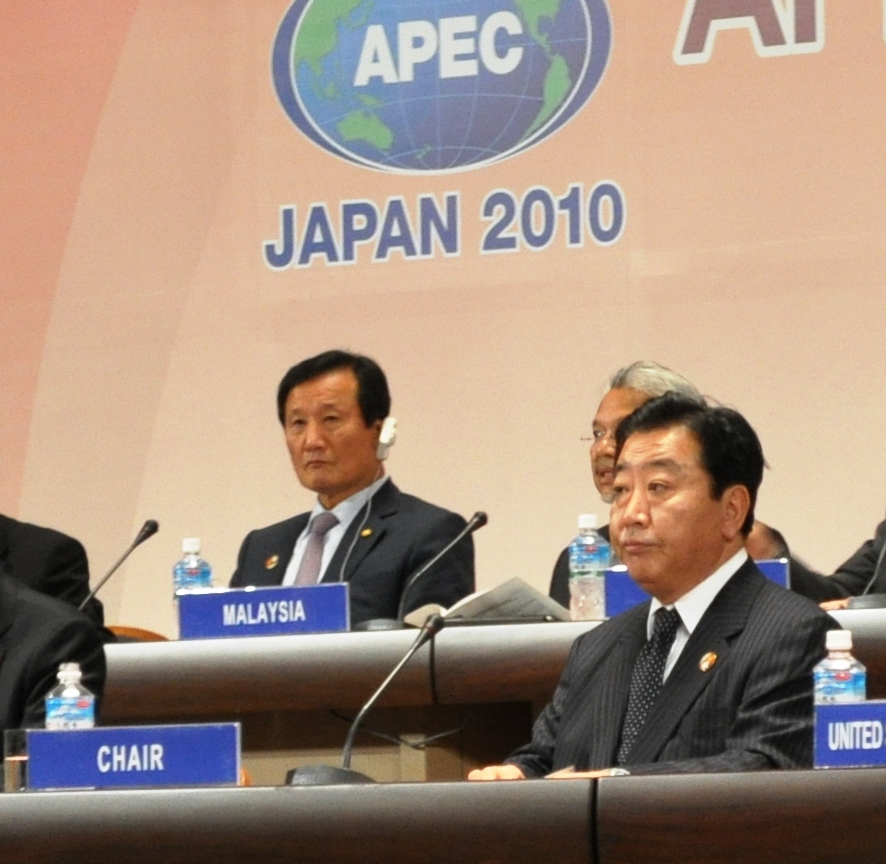
APEC-Gipfel in Yokohama

- Abu Dhabi/Vereinigte Arabische Emirate: Sebastian Vettel von Red Bull Racing gewinnt im Renault 2.4 V8 den 19. und letzten Lauf der Formel-1-Saison vor den beiden McLaren-Piloten Lewis Hamilton und Jenson Button und wird damit erstmals Formel-1-Weltmeister.[32]
- Basel/Schweiz: Der Roman Tauben fliegen auf von Melinda Nadj Abonji gewinnt den Schweizer Buchpreis.[33]
- Paris/Frankreich: Einen Tag nach seinem Rücktritt als Premierminister wird François Fillon vom Staatspräsidenten Nicolas Sarkozy mit der Bildung eines neuen Kabinetts beauftragt.[34]
- Yokohama/Japan: Auf dem 22. Gipfel der Asiatisch-Pazifischen Wirtschaftsgemeinschaft APEC steht zum ersten Mal die Lebensmittelsicherheit auf der Agenda. Das Fernziel der Mitglieder ist seit 1989 eine Freihandelszone.[35]

### Montag, 15. November 2010
- Karlsruhe/Deutschland: Auf dem CDU-Bundesparteitag bestätigen die Delegierten Bundeskanzlerin Angela Merkel mit 90,4 % der Stimmen als Parteivorsitzende.[36]
- Neu-Delhi/Indien: Bei einem Hauseinsturz kommen mindestens 34 Menschen ums Leben und mehr als 50 weitere werden verletzt.[37]
- Shanghai/China: Bei einem Hochhausbrand kommen mindestens 42 Menschen ums Leben und mehr als 90 weitere werden verletzt.[38]

### Dienstag, 16. November 2010

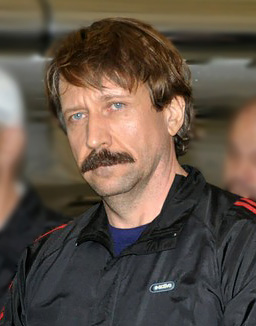
Wiktor But

- Bangkok/Thailand: Die Regierung liefert den mutmaßlichen russischen Waffenhändler Wiktor But an die Vereinigten Staaten aus.[39]

### Mittwoch, 17. November 2010
- Antananarivo/Madagaskar: Nach einem Referendum über eine umstrittene Verfassungsreform putschen abtrünnige Militärs gegen die Regierung, was jedoch misslingt.[40]
- Meyrin/Schweiz: Forschern des CERN gelingt es erstmals, Antiwasserstoff-Atome zu erzeugen und kurzzeitig festzuhalten.[41]

### Donnerstag, 18. November 2010
- Mountain View/Vereinigte Staaten: Google Street View veröffentlicht Panoramabilder der zwanzig größten Städte Deutschlands, nachdem die Wohnungen von 250.000 Haushalten unkenntlich gemacht wurden.[42]
- New York/Vereinigte Staaten: Das Unternehmen General Motors geht nach dem Durchlaufen einer Insolvenz erneut an die Börse.[43]

### Freitag, 19. November 2010
- Atarau/Neuseeland: Bei einer Explosion in einem Kohlebergwerk kommen 29 Minenarbeiter ums Leben.[44]
- Lissabon/Portugal: Auf dem NATO-Gipfeltreffen wird ein gemeinsamer Raketenschild in Partnerschaft mit Russland vereinbart, ein neues Strategisches Konzept verabschiedet und der Abzug aus Afghanistan ab 2011 beschlossen.[45]
- Moskau/Russland: Die Duma verabschiedet ein Gesetz zur Rückgabe von Objekten und Immobilien an die russisch-orthodoxe Kirche, die während der Oktoberrevolution von 1917 enteignet wurden. Die Initiative zu dem Gesetz ergriff Ministerpräsident Wladimir Putin im Januar.[46][47]

### Samstag, 20. November 2010
- Freiburg im Breisgau/Deutschland: Auf der Bundesdelegiertenkonferenz der Partei Bündnis 90/Die Grünen werden Claudia Roth und Cem Özdemir für zwei weitere Jahre als Bundesvorsitzende bestätigt.[48]
- Vatikanstadt: Papst Benedikt XVI. weiht 24 Bischöfe zu Kardinälen, darunter die beiden Deutschen Reinhard Marx und Walter Brandmüller sowie den Schweizer Kurt Koch.[49]

### Sonntag, 21. November 2010
- Ouagadougou/Burkina Faso: Bei der Präsidentschaftswahl wird Amtsinhaber Blaise Compaoré mit 80 Prozent der Wählerstimmen wiedergewählt.[50]

### Montag, 22. November 2010

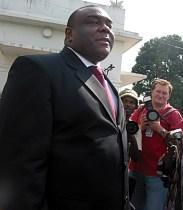
Jean-Pierre Bemba (2006)

- Den Haag/Niederlande: Vor dem Internationalen Strafgerichtshof beginnt der Kriegsverbrecherprozess gegen Jean-Pierre Bemba, dem früheren Vizepräsidenten der Demokratischen Republik Kongo.[51]
- Dublin/Irland: Premierminister Brian Cowen kündigt an, dass das Land wegen der Bankenkrise Finanzhilfen der Europäischen Union (EU) in Anspruch nehmen wird, und stellt Neuwahlen in Aussicht. Die EU drängte auf Sanierungsmaßnahmen, um den Außenwert des Euros bei zunehmender Spekulation gegen die Währung stabil zu halten.[52]
- Phnom Penh/Kambodscha: Bei einer Massenpanik während des jährlichen Wasserfests sterben nach Regierungsangaben ungefähr 378 Menschen.[53]
- Wien/Österreich: Bei einem Gipfelgespräch der Regierung mit der Rektorenkonferenz wird vereinbart, das Budget der Universitäten ab 2013 um jährlich 300 Millionen Euro aufzustocken. Wissenschaftsministerin Beatrix Karl will ferner privates Sponsoring und Wirtschaftskooperationen fördern.[54]

### Dienstag, 23. November 2010
- London/Vereinigtes Königreich: Das Königshaus gibt bekannt, dass die Hochzeit zwischen Prinz William und Kate Middleton am 29. April 2011 in der Westminster Abbey stattfinden wird.[55]
- Yeonpyeong/Südkorea: Bei einem Artilleriegefecht zwischen der nordkoreanischen Volksarmee und südkoreanischen Streitkräften sterben zwei südkoreanische Soldaten, woraufhin Südkorea seine Truppen mobilisiert.[56]

### Mittwoch, 24. November 2010
- Karlsruhe/Deutschland: Mit einem Grundsatzurteil zum Gentechnikgesetz bestätigt das Bundesverfassungsgericht, dass Landwirte in vollem Umfang für Schäden haften müssen, wenn genverändertes Material in die konventionelle Ernte von Nachbarfeldern gelangt und diese dadurch nicht mehr verwertbar ist.[57]

### Donnerstag, 25. November 2010
- Nukuʻalofa/Tonga: Bei der ersten demokratischen Parlamentswahl seit 165 Jahren gewinnt die Demokratische Partei der freundlichen Inseln zwölf der 17 bürgerlichen Sitze, während neun weitere Sitze Adligen vorbehalten bleiben.[58]

### Freitag, 26. November 2010
- Moskau/Russland: Die Duma erkennt das Massaker von Katyn als nationale Tragiöde und die Schuld der damaligen sowjetischen Führung unter Josef Stalin an.[59]

### Samstag, 27. November 2010
- Karatschi/Pakistan: Beim Absturz eines Frachtflugzeuges kommen zwölf Menschen ums Leben.[60]

### Sonntag, 28. November 2010

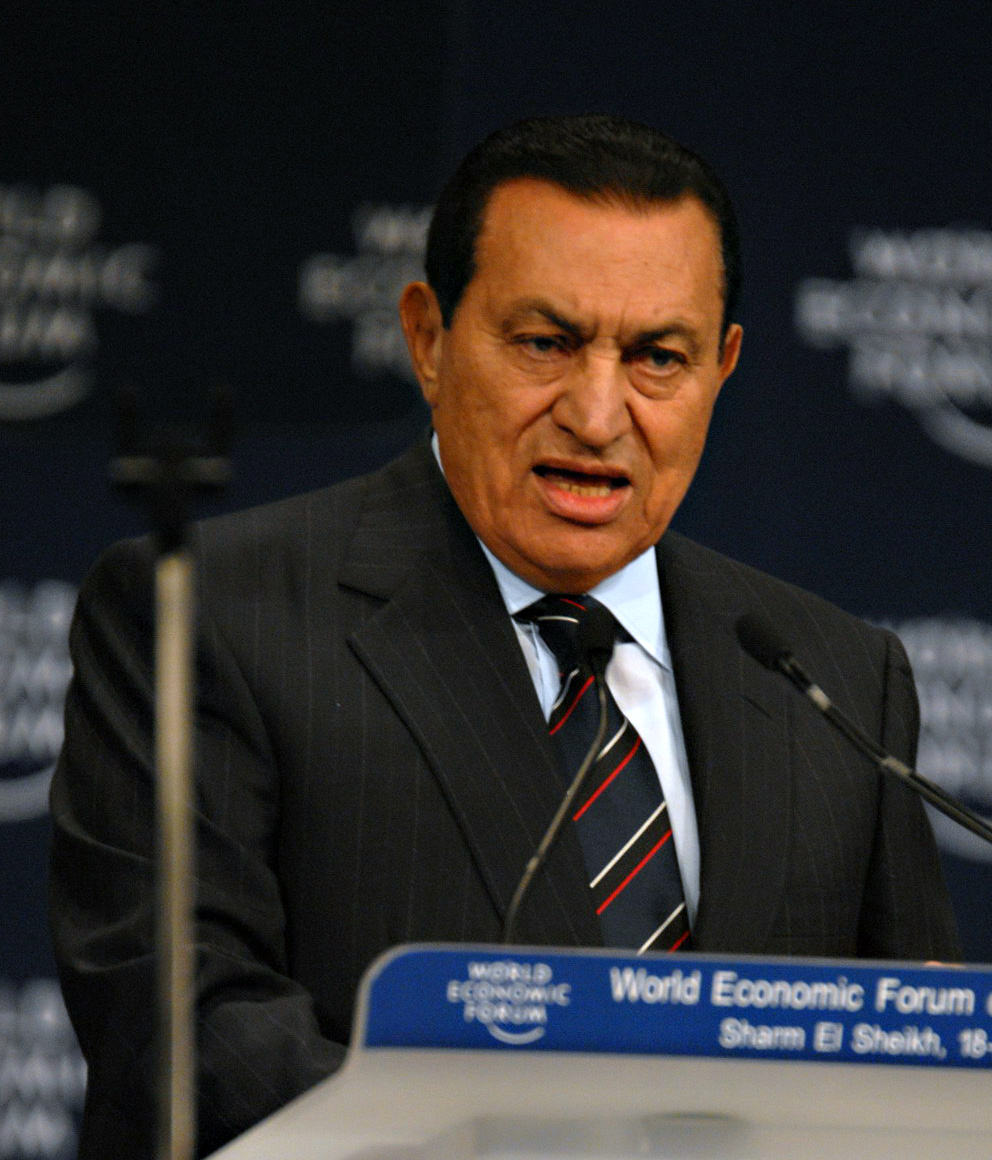
Husni Mubarak

- Barcelona/Spanien: Bei der Parlamentswahl in Katalonien gewinnt die konservative Convergència i Unió gegenüber den katalanischen Sozialisten
- Bern/Schweiz: In einer Volksabstimmung stimmen 52,9 % der teilnehmenden Bürger für die Volksinitiative „Für die Ausschaffung krimineller Ausländer (Ausschaffungsinitiative)“.[61]
- Brüssel/Belgien: Die EU-Finanzminister beschließen zur Stützung des irischen Staatshaushaltes und der irischen Banken ein Hilfspaket, das 85 Milliarden Euro aus dem Europäischen Stabilitätsmechanismus umfasst.[62]
- Chișinău/Moldau: Bei den Parlamentswahlen gewinnt die Partei der Kommunisten mit 39,3 % der Wählerstimmen, während die Liberaldemokratische Partei 29,4 % erlangt, die Demokratische Partei erreicht 12,7 % und die Liberale Partei 10 % der Wählerstimmen.[63]
- Hamburg/Deutschland: Die Grün-Alternative Liste kündigt an, den Senat der Hansestadt zu verlassen; damit steht die erste schwarz-grüne Koalition auf Landesebene vor dem Aus.[64]
- Kairo/Ägypten: Bei der ersten Runde der Parlamentswahlen gewinnt die Regierungspartei Nationaldemokratische Partei von Präsident Husni Mubarak mit 90 Prozent der Wählerstimmen.[65]
- Port-au-Prince/Haiti: Bei der Präsidentschaftswahl erreicht Mirlande Manigat 31,37 Prozent der Wählerstimmen, während Jude Célestin auf 22,48 Prozent und Michel Martelly auf 21,89 Prozent der Wählerstimmen kommen.[66]
- Shanghai/China: Paul di Resta auf Mercedes wird zum ersten Mal Gesamtsieger der DTM.[67]
- Washington, D.C./Vereinigte Staaten: Die Internet-Plattform WikiLeaks macht eine Sammlung von über 250.000 diplomatischen Depeschen US-amerikanischer Botschaften öffentlich zugänglich.[68]
- Yamoussoukro/Elfenbeinküste: Die Stichwahl um das Präsidentschaftsamt findet statt. In den nächsten Tagen erklärt die Wahlkommission Alassane Ouattara mit 54,10 Prozent der Wählerstimmen vor seinem Herausforderer Laurent Gbagbo mit 45,90 Prozent zum Sieger, während der Verfassungsrat Gbagbo mit 51,45 Prozent vor Ouattara mit 48,55 Prozent vorne sieht. Es folgt eine monatelange Regierungskrise.[69]

### Montag, 29. November 2010

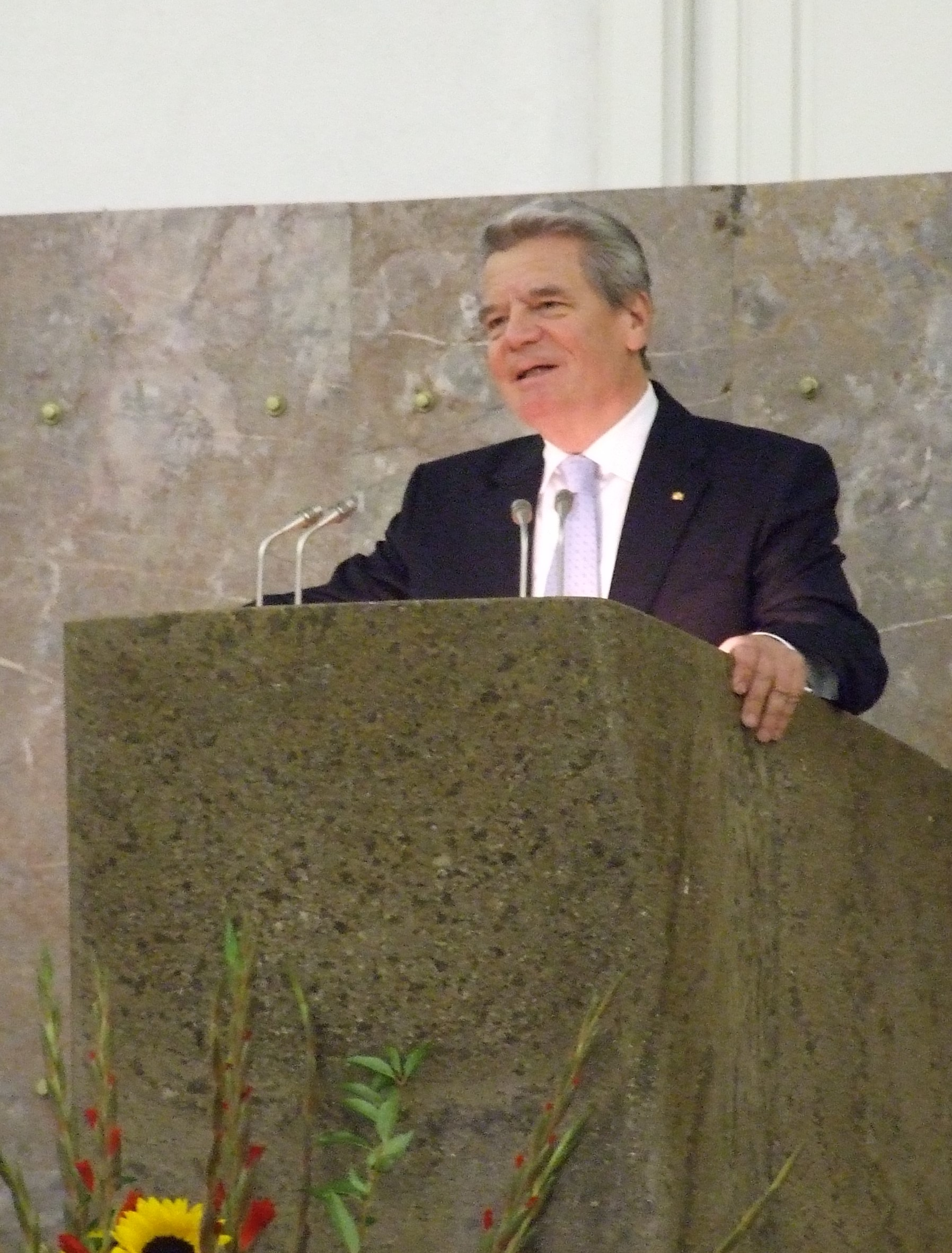
Joachim Gauck

- München/Deutschland: Der frühere DDR-Bürgerrechtler Joachim Gauck wird mit dem Geschwister-Scholl-Preis ausgezeichnet.[70]
- Teheran/Iran: Mit Madschid Schahriari wird nach Massud Ali-Mohammadi zum zweiten Mal innerhalb eines Jahres ein Atomwissenschaftler ermordet. Die iranische Regierung beschuldigt westliche Geheimdienste und Israel in den Anschlag verwickelt zu sein.[71]

### Dienstag, 30. November 2010
- Casablanca/Marokko: Bei einem Busunglück im Norden des Landes kommen mindestens 24 Menschen ums Leben.[72]
- Karlsruhe/Deutschland: Das Bundesverfassungsgericht erklärt den Gebrauch von illegal erworbenen Steuersünder-CDs für rechtmäßig.[73]

## Weblinks

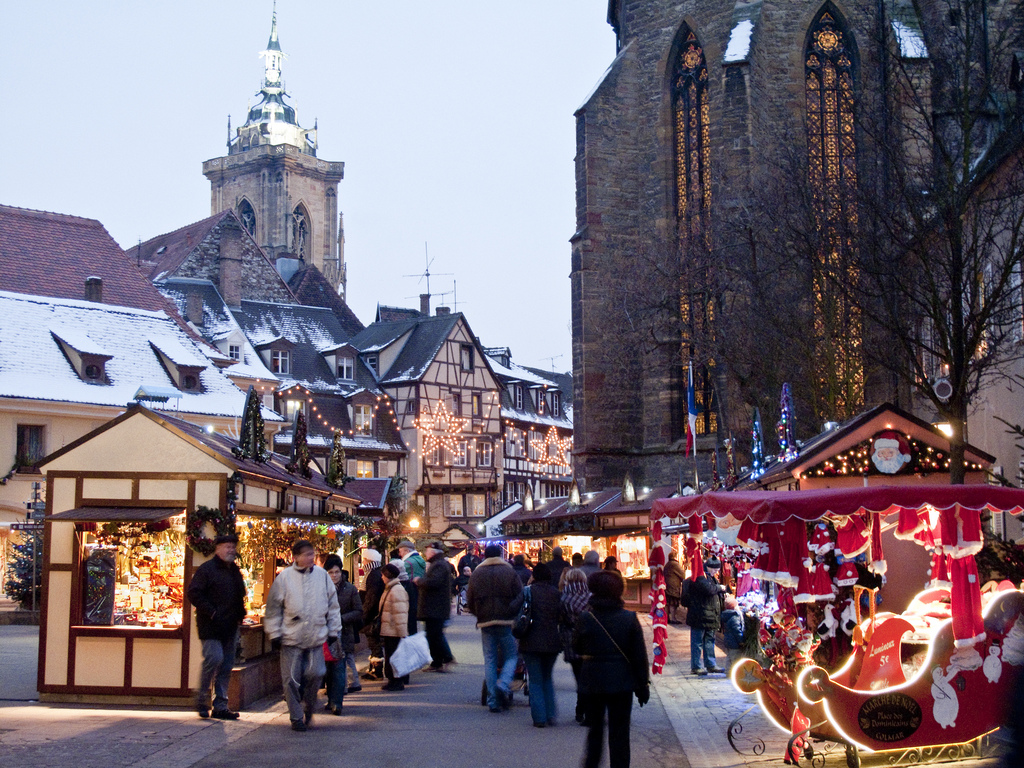
Frankreich im November 2010